# Ullungloka
Ullungloka (Dystaenia takeshimana) är en växtart i släktet Dystaenia och familjen flockblommiga växter.
Ullunglokan är en perenn ört som i vilt tillstånd förekommer på vulkanön Ulleungdo i Sydkorea. Den odlas även som prydnadsväxt och som bladgrönsak. Dess aromatiska blad påminner till smaken om persilja, selleri eller libbsticka, och kan användas i kimchi, soppor eller grytor. I Korea kallas växten seombadi.
Arten beskrevs som Angelica takeshimana av Takenoshin Nakai 1918, och fick sitt nu gällande namn av Masao Kitagawa 1937.